# Kaszalotowate
Kaszalotowate (Physeteridae) – rodzina ssaków z infrarzędu zębowców (Odontoceti) w obrębie podrzędu waleni (Cetacea).

## Systematyka
Do rodziny należy jeden występujący współcześnie rodzaj:
- Physeter Linnaeus, 1758 – kaszalot – jedynym żyjącym współcześnie przedstawicielem jest Physeter macrocephalus Linnaeus, 1758 – kaszalot spermacetowy

Opisano również rodzaje wymarłe:
- Albicetus Boersma & Pyenson, 2015[18] – jedynym przedstawicielem był Albicetus oxymycterus (R. Kellogg, 1925)
- Idiophyseter R. Kellogg, 1925[19] – jedynym przedstawicielem był Idiophyseter merriami R. Kellogg, 1925
- Physeterula van Beneden, 1877[20] – jedynym przedstawicielem był Physeterula dubusii Van Beneden, 1877
- Physetodon McCoy, 1879[21] – jedynym przedstawicielem był Physetodon baileyi McCoy, 1879
- Priscophyseter Portis, 1886[22] – jedynym przedstawicielem był Priscophyseter typus Portis, 1886
- Prophyseter Abel, 1905[23] – jedynym przedstawicielem był Prophyseter dolloi Abel, 1905.
- Thalassocetus Abel, 1905[24] – jedynym przedstawicielem był Thalassocetus antwerpiensis Abel, 1905